# Comuna Kameanka, Ismail
Kameanka (în ucraineană Кам'янка) este o comună în raionul Ismail, regiunea Odesa, Ucraina, formată din satele Kameanka (reședința) și Novokameanka.

## Demografie
Componența lingvistică a comunei Kameanka
     Bulgară (75,54%)
     Rusă (13,69%)
     Ucraineană (7,37%)
     Română (2%)
     Alte limbi (0,14%)
Conform recensământului din 2001, majoritatea populației comunei Kameanka era vorbitoare de bulgară (75,54%), existând în minoritate și vorbitori de rusă (13,69%), ucraineană (7,37%) și română (2%).